# Харчевський Олександр Миколайович
Олександр Миколайович Харчевський (9 травня 1950, Жашків, УРСР — 14 серпня 2024, Липецьк, Російська Федерація) — радянський та російський військовий льотчик. Генерал-майор, Заслужений військовий льотчик Російської Федерації. Засновник авіаційної групи вищого пілотажу «Соколи Росії».

## Біографія
Народився 9 травня 1950 року в місті Жашків Черкаської області.
Помер 14 серпня 2024.